# Campeonato Mundial de Patinação Artística no Gelo de 1979
O Campeonato Mundial de Patinação Artística no Gelo de 1979 foi a sexagésima nona edição do Campeonato Mundial de Patinação Artística no Gelo, um evento anual de patinação artística no gelo organizado pela União Internacional de Patinação (em inglês:  International Skating Union) onde os patinadores artísticos competem pelo título de campeão mundial. A competição foi disputada entre os dias 13 de março e 18 de março, na cidade de Viena, Áustria.

## Eventos
- Individual masculino
- Individual feminino
- Duplas
- Dança no gelo

## Medalhistas
| Evento                        | Ouro                                                    | Prata                                                 | Bronze                                              |
| Individual masculino detalhes | Vladimir Kovalev · União Soviética                      | Robin Cousins · Reino Unido                           | Jan Hoffmann · Alemanha Oriental                    |
| Individual feminino detalhes  | Linda Fratianne · Estados Unidos                        | Anett Pötzsch · Alemanha Oriental                     | Emi Watanabe · Japão                                |
| Duplas detalhes               | Tai Babilonia · Randy Gardner · Estados Unidos          | Marina Cherkasova · Sergei Shakhrai · União Soviética | Sabine Baeß · Tassilo Thierbach · Alemanha Oriental |
| Dança no gelo detalhes        | Natalia Linichuk · Gennadi Karponosov · União Soviética | Krisztina Regőczy · András Sallay · Hungria           | Irina Moiseeva · Andrei Minenkov · União Soviética  |

## Resultados

### Individual masculino
| Pos.              | Nome                     | Nacionalidade      | Pontos |
| ----------------- | ------------------------ | ------------------ | ------ |
| Medalha de ouro   | Vladimir Kovalev         | União Soviética    | 185.00 |
| Medalha de prata  | Robin Cousins            | Reino Unido        | 185.18 |
| Medalha de bronze | Jan Hoffmann             | Alemanha Oriental  | 185.10 |
| 4                 | Charles Tickner          | Estados Unidos     | 184.28 |
| 5                 | Scott Cramer             | Estados Unidos     | 178.04 |
| 6                 | Fumio Igarashi           | Japão              | 177.06 |
| 7                 | Jean-Christophe Simond   | França             | 175.58 |
| 8                 | David Santee             | Estados Unidos     | 174.58 |
| 9                 | Mitsuru Matsumura        | Japão              | 172.74 |
| 10                | Igor Bobrin              | União Soviética    | 172.04 |
| 11                | Konstantin Kokora        | União Soviética    | 169.60 |
| 12                | Hermann Schulz           | Alemanha Oriental  | 169.38 |
| 13                | Brian Pockar             | Canadá             | 168.50 |
| 14                | Mario Liebers            | Alemanha Oriental  | 166.54 |
| 15                | Vern Taylor              | Canadá             | 163.62 |
| 16                | Norbert Schramm          | Alemanha Ocidental | 156.44 |
| 17                | Thomas Öberg             | Suécia             | 153.10 |
| 18                | Helmut Kristofics-Binder | Áustria            | 151.78 |
| 19                | Jozef Sabovčík           | Tchecoslováquia    | 148.16 |
| 20                | Christopher Howarth      | Reino Unido        | 148.62 |
| 21                | William Schober          | Austrália          | 146.40 |
| 22                | Matijaz Krusec           | Iugoslávia         | 138.86 |

### Individual feminino
| Pos.              | Nome                      | Nacionalidade      | Pontos |
| ----------------- | ------------------------- | ------------------ | ------ |
| Medalha de ouro   | Linda Fratianne           | Estados Unidos     | 186.92 |
| Medalha de prata  | Anett Pötzsch             | Alemanha Oriental  | 184.36 |
| Medalha de bronze | Emi Watanabe              | Japão              | 180.52 |
| 4                 | Dagmar Lurz               | Alemanha Ocidental | 179.96 |
| 5                 | Denise Biellmann          | Suíça              | 177.28 |
| 6                 | Lisa-Marie Allen          | Estados Unidos     | 176.68 |
| 7                 | Claudia Kristofics-Binder | Áustria            | 175.44 |
| 8                 | Susanna Driano            | Itália             | 173.46 |
| 9                 | Carola Weißenberg         | Alemanha Oriental  | 170.54 |
| 10                | Kristiina Wegelius        | Finlândia          | 169.26 |
| 11                | Carrie Rugh               | Estados Unidos     | 169.34 |
| 12                | Sanda Dubravčić           | Iugoslávia         | 166.96 |
| 13                | Natalia Strelkova         | União Soviética    | 164.94 |
| 14                | Deborah Cottrill          | Reino Unido        | 164.80 |
| 15                | Karin Riediger            | Alemanha Ocidental | 164.50 |
| 16                | Renata Baierova           | Tchecoslováquia    | 164.00 |
| 17                | Petra Ernert              | Alemanha Ocidental | 163.24 |
| 18                | Kira Ivanova              | União Soviética    | 164.02 |
| 19                | Janet Morrissey           | Canadá             | 162.04 |
| 20                | Reiko Kobayashi           | Japão              | 161.30 |
| 21                | Jeanne Chapman            | Noruega            | 161.80 |
| 22                | Anita Siegfried           | Suíça              | 150.34 |
| 23                | Astrid Jansen in de Wal   | Países Baixos      | 149.18 |
| 24                | Franca Bianconi           | Itália             | 149.04 |
| 25                | Bodil Olsson              | Suécia             | 147.02 |
| 26                | Corine Wyrsch             | Suíça              | 146.76 |
| 27                | Kim Myo Sil               | Coreia do Norte    | 145.48 |
| 28                | Belinda Coulthard         | Austrália          | 145.92 |
| 29                | Katie Symmonds            | Nova Zelândia      | 134.58 |
| 30                | Shin Hae Sook             | Coreia do Sul      | 120.44 |
| 31                | Gloria Mas                | Espanha            | 112.28 |

### Duplas
| Pos.              | Nome                                 | Nacionalidade      | Pontos |
| ----------------- | ------------------------------------ | ------------------ | ------ |
| Medalha de ouro   | Tai Babilonia / Randy Gardner        | Estados Unidos     | 144.54 |
| Medalha de prata  | Marina Cherkasova / Sergei Shakhrai  | União Soviética    | 142.22 |
| Medalha de bronze | Sabine Baeß / Tassilo Thierbach      | Alemanha Oriental  | 137.74 |
| 4                 | Irina Vorobieva / Igor Lisovski      | União Soviética    | 138.72 |
| 5                 | Marina Pestova / Stanislav Leonovich | União Soviética    | 133.98 |
| 6                 | Vicki Heasley / Robert Wagenhoffer   | Estados Unidos     | 132.50 |
| 7                 | Cornelia Haufe / Kersten Bellmann    | Alemanha Oriental  | 128.98 |
| 8                 | Christina Riegel / Andreas Nischwitz | Alemanha Ocidental | 128.56 |
| 9                 | Sheryl Franks / Michael Botticelli   | Estados Unidos     | 127.64 |
| 10                | Kerstin Stolfig / Veit Kempe         | Alemanha Oriental  | 125.92 |
| 11                | Barbara Underhill / Paul Martini     | Canadá             | 123.92 |
| 12                | Gabriele Beck / Jochen Stahl         | Alemanha Ocidental | 117.62 |
| 13                | Elizabeth Cain / Peter Cain          | Austrália          | 115.32 |
| 14                | Kyoko Hagiwara / Hisao Ozaki         | Japão              | 114.02 |

### Dança no gelo
| Pos.              | Nome                                        | Nacionalidade      | Pontos |
| ----------------- | ------------------------------------------- | ------------------ | ------ |
| Medalha de ouro   | Natalia Linichuk / Gennadi Karponosov       | União Soviética    | 207.86 |
| Medalha de prata  | Krisztina Regőczy / András Sallay           | Hungria            | 204.10 |
| Medalha de bronze | Irina Moiseeva / Andrei Minenkov            | União Soviética    | 203.74 |
| 4                 | Liliana Rehakova / Stanislav Drastich       | Tchecoslováquia    | 196.94 |
| 5                 | Janet Thompson / Warren Maxwell             | Reino Unido        | 194.00 |
| 6                 | Lorna Wighton / John Dowding                | Canadá             | 192.70 |
| 7                 | Susi Handschmann / Peter Handschmann        | Áustria            | 188.72 |
| 8                 | Jayne Torvill / Christopher Dean            | Reino Unido        | 187.84 |
| 9                 | Stacey Smith / John Summers                 | Estados Unidos     | 185.70 |
| 10                | Natalia Bestemianova / Andrei Bukin         | União Soviética    | 184.06 |
| 11                | Carol Fox / Richard Dalley                  | Estados Unidos     | 180.30 |
| 12                | Henriette Fröschl / Christian Steiner       | Alemanha Ocidental | 175.50 |
| 13                | Karen Barber / Nicky Slater                 | Reino Unido        | 169.74 |
| 14                | Anna Pisanská / Jiri Musil                  | Tchecoslováquia    | 168.70 |
| 15                | Patricia Fletcher / Michael de la Penotiere | Canadá             | 165.24 |
| 16                | Martine Olivier / Yves Tarayre              | França             | 161.44 |
| 17                | Jindra Hola / Karol Foltan                  | Tchecoslováquia    | 157.64 |
| 18                | Gabriella Remport / Sándor Nagy             | Hungria            | 158.26 |
| 19                | Yumiko Kage / Tadayuki Takahashi            | Japão              | 153.30 |
| 20                | Claudia Koch / Peter Schübl                 | Áustria            | 151.94 |

## Quadro de medalhas
| Ordem | País              | Medalha de ouro | Medalha de prata | Medalha de bronze |    | Ordem por total |
| ----- | ----------------- | --------------- | ---------------- | ----------------- | -- | --------------- |
| 1     | União Soviética   | 2               | 1                | 1                 | 4  | 1               |
| 2     | Estados Unidos    | 2               |                  |                   | 2  | 2               |
| 3     | Alemanha Oriental |                 | 1                | 1                 | 2  | 2               |
| 3     | Reino Unido       |                 | 1                | 1                 | 2  | 2               |
| 5     | Hungria           |                 | 1                |                   | 1  | 5               |
| 5     | Japão             |                 |                  | 1                 | 1  | 5               |
| TOTAL | TOTAL             | 4               | 4                | 4                 | 12 | —               |